# 施陶夫貝格山
47°22′50″N 8°09′43″E / 47.38048°N 8.16190°E

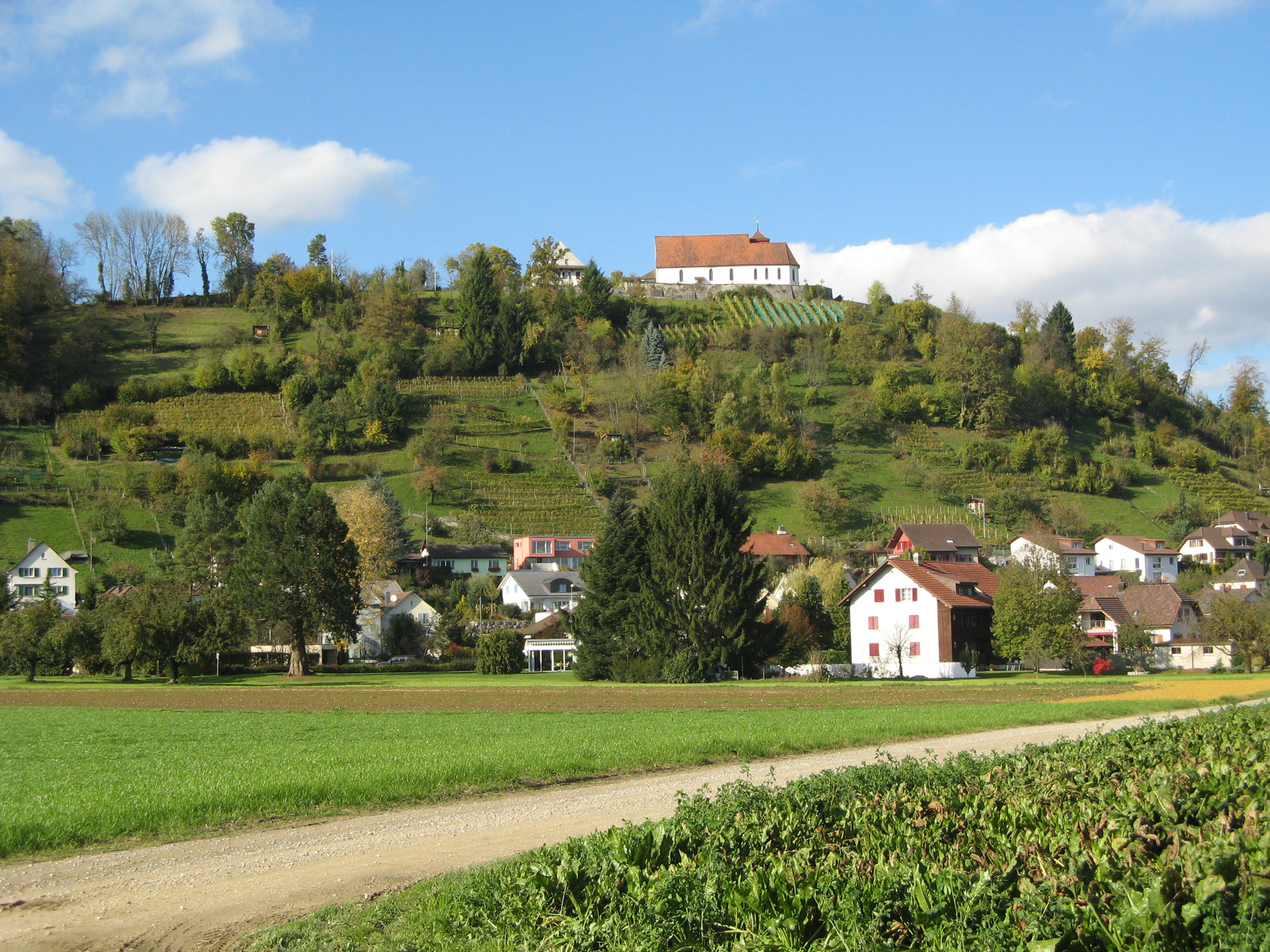

施陶夫貝格山（德語：Staufberg），是瑞士的山峰，位於該國北部阿爾高州，由施陶芬負責管轄，海拔高度517米，南坡進行葡萄栽培，釀成的葡萄酒質量高於當地其他葡萄酒。